# Uber Cup 1994
Die 15. Auflage des Uber Cups, der Weltmeisterschaft für Damenmannschaften im Badminton, fand gemeinsam mit dem Thomas Cup 1994 im Mai 1994 in Jakarta in Indonesien statt. Sieger wurde das Team aus Indonesien, welches im Endspiel gegen China mit 3:2 gewann.

## Qualifikation

### Qualifikationsrunde Glasgow

#### Vorrunde

##### Gruppe A
- Island –  Israel 4:1
- Island –  Spanien 4:1
- Island –  Belgien 3:2
- Spanien –  Israel 3:2
- Spanien –  Belgien 3:2
- Belgien –  Israel 3:2

##### Gruppe B
- Schweiz –  Peru 5:0
- Schweiz –  Zypern 5:0
- Schweiz –  Slowenien 5:0
- Schweiz –  Portugal 5:0
- Slowenien –  Peru 3:2
- Slowenien –  Zypern 5:0
- Slowenien –  Portugal 5:0
- Peru –  Zypern 5:0
- Portugal –  Zypern 3:2
- Peru –  Zypern

##### Gruppe C
- Frankreich –  Belarus 3:2
- Frankreich –  Wales 4:1
- Frankreich –  Südafrika 4:1
- Wales –  Belarus 5:0
- Wales –  Südafrika 4:0
- Belarus –  Südafrika 4:1

##### Gruppe D
- Norwegen –  Finnland 3:2
- Norwegen –  Vereinigte Staaten 5:0
- Norwegen –  Italien 5:0
- Finnland –  Ungarn 3:2
- Finnland –  Vereinigte Staaten 3:2
- Finnland –  Italien 5:0
- Ungarn –  Norwegen 3:2
- Ungarn –  Vereinigte Staaten 3:2
- Ungarn –  Italien 5:0
- Vereinigte Staaten –  Italien 5:0

#### Halbfinalrunde

##### Gruppe W
- Dänemark –  Deutschland 5:0
- Dänemark –  Polen 5:0
- Dänemark –  Norwegen 5:0
- Deutschland –  Polen 4:1
- Deutschland –  Norwegen 5:0
- Polen –  Norwegen 4:1

##### Gruppe X
- England –  Niederlande 4:1
- England –  Neuseeland 4:1
- England –  Island 5:0
- Niederlande –  Neuseeland 3:2
- Niederlande –  Island 5:0
- Neuseeland –  Island 5:0

##### Gruppe Y
- Russland –  Kanada 5:0
- Russland –  Tschechien 5:0
- Russland –  Schweiz 5:0
- Kanada –  Tschechien 5:0
- Kanada –  Schweiz 5:0
- Schweiz –  Tschechien 3:2

##### Gruppe Z
- Schweden –  Schottland 4:1
- Schweden –  Bulgarien 5:0
- Schweden –  Frankreich 5:0
- Schottland –  Bulgarien 5:0
- Schottland –  Frankreich 5:0
- Frankreich –  Bulgarien 4:1

#### Halbfinale
- Dänemark –  England 3:2
- Russland –  Schweden 3:2

#### Spiel um Platz 3
- Schweden –  England 4:1

#### Finale
- Dänemark –  Russland 4:1
- Dänemark,  Russland und  Schweden qualifiziert für das Finale
- Türkei gemeldet, aber nicht gestartet

### Qualifikationsrunde Singapur

#### 1. Qualifikationsrunde

##### Gruppe A
- Singapur –  Sri Lanka 4:1
- Singapur –  Kasachstan 3:2
- Sri Lanka –  Kasachstan 3:2

##### Gruppe B
- Indien –  Nepal 5:0
- Indien –  Mexiko 5:0
- Mexiko –  Nepal 3:2

#### 2. Qualifikationsrunde

##### Gruppe X
- Südkorea –  Australien 5:0
- Südkorea –  Hongkong 5:0
- Südkorea –  Singapur 5:0
- Australien –  Hongkong 3:2
- Australien –  Singapur 4:1
- Hongkong –  Singapur

##### Gruppe Y
- Japan –  Thailand 4:1
- Japan –  Malaysia 5:0
- Japan –  Indien 5:0
- Thailand –  Malaysia 4:1
- Thailand –  Indien 5:0
- Malaysia –  Indien 3:2

#### Halbfinale
- Südkorea –  Thailand 5:0
- Japan –  Australien 4:1

#### Spiel um Platz 3
- Thailand –  Australien 5:0

#### Finale
- Südkorea –  Japan 4:1
- Südkorea,  Japan und  Thailand qualifiziert für das Finale
- Chinesisch Taipeh,  Nordkorea,  Mauritius und  Philippinen gemeldet, aber nicht gestartet

## Gruppe A
| Platz | Team                | Pld | W | L | MF | MA | MD  | GF | GA | GD  | PF  | PA  | PD   | Pts | Qualifikation |
| ----- | ------------------- | --- | - | - | -- | -- | --- | -- | -- | --- | --- | --- | ---- | --- | ------------- |
| 1     | Volksrepublik China | 3   | 3 | 0 | 12 | 3  | +9  | 26 | 9  | +17 | 389 | 280 | +109 | 3   | Q             |
| 2     | Südkorea            | 3   | 2 | 1 | 12 | 3  | +9  | 26 | 7  | +19 | 404 | 234 | +170 | 2   | Q             |
| 3     | Japan               | 3   | 1 | 2 | 9  | 6  | +3  | 14 | 20 | −6  | 290 | 336 | −46  | 1   |               |
| 4     | Russland            | 3   | 0 | 3 | 0  | 15 | −15 | 1  | 30 | −29 | 140 | 374 | −234 | 0   |               |

## Gruppe B
| Platz | Team       | Pld | W | L | MF | MA | MD  | GF | GA | GD  | PF  | PA  | PD   | Pts | Qualifikation |
| ----- | ---------- | --- | - | - | -- | -- | --- | -- | -- | --- | --- | --- | ---- | --- | ------------- |
| 1     | Indonesien | 3   | 3 | 0 | 15 | 0  | +15 | 27 | 5  | +22 | 392 | 170 | +222 | 3   | Q             |
| 2     | Schweden   | 3   | 2 | 1 | 12 | 3  | +9  | 14 | 23 | −9  | 336 | 394 | −58  | 2   | Q             |
| 3     | Dänemark   | 3   | 1 | 2 | 9  | 6  | +3  | 22 | 15 | +7  | 376 | 357 | +19  | 1   |               |
| 4     | Thailand   | 3   | 0 | 3 | 1  | 14 | −13 | 7  | 27 | −20 | 224 | 407 | −183 | 0   |               |

## K.-o.-Runde
|  | Halbfinale | Halbfinale |       |            | Finale | Finale |
|  |            |            |       |            |        |        |
|  |            |            |       |            |        |        |
|  | China      | 3          |       |            |        |        |
|  | Schweden   | 2          |       |            |        |        |
|  |            |            | China | 2          |        |        |
|  |            |            |       | Indonesien | 3      |        |
|  | Südkorea   | 1          |       |            |        |        |
|  | Indonesien | 4          |       |            |        |        |
|  |            |            |       |            |        |        |